# دكستر (ميشيغان)
دكستر (بالإنجليزية: Dexter, Michigan)‏ هي منطقة سكنية تقع في الولايات المتحدة في مقاطعة واشتيناو. يقدر عدد سكانها بـ 4,067 نسمة ومساحتها 5.00 كم2 وترتفع عن سطح البحر 265 متر.

## التركيبة السكانية
قام مكتب تعداد الولايات المتحدة بتحديد بيانات التركيبة السكانية لدكستر في تعداد الولايات المتحدة. في ما يلي، التركيبة السكانية حسب تعدادي 2000 و2010.

### تعداد عام 2000
بلغ عدد سكان ديكستر 3,890 نسمة بحسب تعداد عام 2000، وبلغ عدد الأسر 1,615 أسرة وعدد العائلات 1,106 عائلة مقيمة في البلدة. في حين سجلت الكثافة السكانية 110.6 نسمة لكل ميل مربع (42.7/كم2). وبلغ عدد الوحدات السكنية 2,054 وحدة بمتوسط كثافة قدره 58.4 نسمة لكل ميل مربع (22.5/كم2).
وتوزع التركيب العرقي للبلدة بنسبة 98.56% من البيض و 0.23% من الأمريكيين الأصليين و 0.10% من الأمريكيين ذوي الأصول الآسيوية و 0.03% من سكان جزر المحيط الهادئ و 0.31% من الأمريكيين الأفارقة و 0.75% من عرقين مختلطين أو أكثر.
بلغ عدد الأسر 1,615 أسرة كانت نسبة 29.5% منها لديها أطفال تحت سن الثامنة عشر تعيش معهم، وبلغت نسبة الأزواج القاطنين مع بعضهم البعض 52.5% من أصل المجموع الكلي للأسر، ونسبة 11.2% من الأسر كان لديها معيلات من الإناث دون وجود شريك، وكانت نسبة 31.5% من غير العائلات. تألفت نسبة 26.6% من أصل جميع الأسر من أفراد ونسبة 13.4% كانوا يعيش معهم شخص وحيد يبلغ من العمر 65 عاماً فما فوق. وبلغ متوسط حجم الأسرة المعيشية 2.80، أما متوسط حجم العائلات فبلغ 2.36.
بلغ العمر الوسطي للسكان 41 عاماً. وكانت نسبة 23.7% من القاطنين تحت سن الثامنة عشر، وكانت نسبة 6.7% بين الثامنة عشر والأربعة وعشرون عاماً، ونسبة 26.1% كانت واقعةً في الفئة العمرية ما بين الخامسة والعشرون حتى والأربعة وأربعون عاماً، ونسبة 26.1% كانت ما بين الخامسة والأربعون حتى الرابعة والستون، ونسبة 17.4% كانت ضمن فئة الخامسة والستون عاماً فما فوق. يوجد لكل 100 أنثى 90.2 ذكر، ويوجد لكل 100 أنثى في الثامنة عشر من عمرها فما فوق 87.1 ذكر.
بلغ متوسط دخل الأسرة في البلدة 26,000 دولار، أما متوسط دخل العائلة فبلغ 31,204 دولار. وكان متوسط دخل الذكور 27,130 دولار مقابل 18,805 دولار للإناث. وسجل دخل الفرد الخاص بالبلدة 14,197 دولار. وكانت نسبة 15.4% من العائلات ونسبة 17.8% من السكان تحت خط الفقر، وكان من هؤلاء نسبة 28.7% تحت سن الثامنة عشر ونسبة 9.7% في الخامسة والستين من العمر وما فوق.

### تعداد عام 2010
بلغ عدد سكان دكستر 4,067 نسمة بحسب تعداد عام 2010، وبلغ عدد الأسر 1,590 أسرة وعدد العائلات 1,067 عائلة مقيمة في المدينة. في حين سجلت الكثافة السكانية 2,174.9 نسمة لكل ميل مربع (839.7/كم2). وبلغ عدد الوحدات السكنية 1,704 وحدة بمتوسط كثافة قدره 911.2 لكل ميل مربع (351.8/كم2).
وتوزع التركيب العرقي للمدينة بنسبة 92.7% من البيض و 0.4% من الأمريكيين الأصليين و 2.8% من الأمريكيين ذوي الأصول الآسيوية و 1.1% من الأمريكيين الأفارقة و 2.2% من عرقين مختلطين أو أكثر.
بلغ عدد الأسر 1,590 أسرة كانت نسبة 42.6% منها لديها أطفال تحت سن الثامنة عشر تعيش معهم، وبلغت نسبة الأزواج القاطنين مع بعضهم البعض 51.8% من أصل المجموع الكلي للأسر، ونسبة 12.3% من الأسر كان لديها معيلات من الإناث دون وجود شريك، بينما كانت نسبة 3.1% من الأسر لديها معيلون من الذكور دون وجود شريكة وكانت نسبة 32.9% من غير العائلات. تألفت نسبة 28.2% من أصل جميع الأسر من أفراد ونسبة 8.7% كانوا يعيش معهم شخص وحيد يبلغ من العمر 65 عاماً فما فوق. وبلغ متوسط حجم الأسرة المعيشية 3.20، أما متوسط حجم العائلات فبلغ 2.56.
بلغ العمر الوسطي للسكان 36.2 عاماً. وكانت نسبة 31% من القاطنين تحت سن الثامنة عشر، وكانت نسبة 4.8% بين الثامنة عشر والأربعة وعشرون عاماً، ونسبة 32.6% كانت واقعةً في الفئة العمرية ما بين الخامسة والعشرون حتى والأربعة وأربعون عاماً، ونسبة 23.2% كانت ما بين الخامسة والأربعون حتى الرابعة والستون، ونسبة 8.6% كانت ضمن فئة الخامسة والستون عاماً فما فوق. وتوزع التركيب الجنسي للسكان بنسبة 47.1% ذكور و52.9% إناث.